# تونينغ
تونينغ (بالألمانية: Tönning) هي بلدة ألمانية تقع في ألمانيا في Nordfriesland. يقدر عدد سكانها بـ 5,026 نسمة .

## أعلام
- فيلفريد مولر
- يوهان فريدريك البرتي
- كورت توماس